# МГТУ (регбийный клуб)
Регбийный клуб МГТУ — команда по регби из Москвы. Регбисты МГТУ принимают участие в турнирах по регби-15 и регби-7. Клуб основан в 1959 году при МВТУ им. Н. Э. Баумана. Выступает в чемпионате Москвы по регби.

## Достижения
- Чемпион СССР — 2 раза (1966, 1968).

## История
После фестиваля молодежи и студентов 1957 года, когда СССР вновь для себя открыл регби, в разных уголках страны стали организовываться клубы. Одним из таких мест стал МВТУ им. Н. Э. Баумана, где в 1959 году был организован одноименный клуб. Первым тренером клуба стал Анатолий Сорокин. В клубе начинали играть вице-президент РАН Андрей Кокошин, лучший бомбардир первых первенств СССР Александр Григорьянц, старшие тренеры сборной СССР разных лет Евгений Антонов и Пётр Этко, шестикратный чемпион СССР по регби, вице-президент Федерации горнолыжного спорта и сноуборда Валерий Тихомиров, шестикратный чемпион СССР по регби Анатолий Грачев.
- 1959 — победитель 1 Всесоюзного турнира
- 1960 год — 2 место на Первенстве студентов
- 1961 год — победа в чемпионате Москвы.
- 1963 год — Обладатели кубка Москвы.
- 1964 год — 1 место из 8 на чемпионате Москвы.
- 1965 год — победа в чемпионате Москвы.
- 1966 год — победа в чемпионате Москвы и в первом послевоенном первенстве СССР
- 1967 год — 1 место на Первенстве ВЦСПС. 2 место в чемпионате Москвы.
- 1968 год — второе золото чемпионата СССР. 1 место в чемпионате Москвы.
- 1971 год — клуб прекратил существование.
- 2000 год — возрождение клуба. Президент клуба — Евгений Карманов, тренер — Вячеслав Анатольевич Иванов. Деятельность клуба заключается в активной поддержке и пропаганде регби. Клуб участвует в студенческих чемпионатах и чемпионате Москвы среди любителей.